# Viktor Ax
Viktor Ax, egentligen Viktor Axberg, född 24 december 1986 i Uppsala, är en svensk musikproducent inom genren hiphop/rap. Under november 2012 kom The Lab som var Axbergs första album under eget namn. På albumet medverkade artister såsom Eminems band D-12, King Magnetic, Stat Quo, Saigon, Sean Price, Lazee med flera. Hans senare projekt var en svensk EP-trilogi om de tre aporna. Den första och andra skivan i trilogin, Dom som aldrig ser och Dom som aldrig hör, kom 2015. År 2017 kom den tredje och sista EP:n "Dom som aldrig snack". Andra fullängdsalbumet Epilepsi gavs ut 2019. 
Viktor Ax har samarbetat med en rad svenska artister, såsom Ken Ring, Dani M och Abidaz. Han har även lyft fram nya talanger i ljuset, och producerat skivor åt bland andra  Rawa, Enes, Rozh, Rez med flera.

## Diskografi

### Album
- The Lab (2012)
- Epilepsi (2019)

### EP-skivor
- Dom som aldrig ser (2015)
- Dom som aldrig hör (2015)
- Dom som aldrig snack (2017)

### Singlar
- Childhood Change feat. GQ Nothin' Pretty & Block McCloud (2012)
- Murdah feat. Lazee, Nube, Flexx (2012)
- Säker Plats feat. Abidaz & DeyDey (2014)
- Bättre nu - Remix feat. Rawa & Labyrint (2016)
- Soprano feat. Rawa, Arre & Rozh (2018)
- Bonnie N' Clyde feat. Alex Ceesay (2019)

### Producerat (i urval)
- Rawa feat. Siz – Bram Det E Ingenting
- Rawa – Pengar
- Aleks feat. Abidaz – Ingenting
- Dani M feat. Abidaz – Hela Livet
- Alex Ceesay feat. Salle & Abidaz – Vägen För Oss
- Alex Ceesay feat. Salle & N - Stänger Ner Dom
- N feat. Abidaz - Rush Hour
- Abidaz feat. Rami - Favoriter I Orten
- Dani M - Min Grind, spår 01, 02 och 15
- Ken Ring - XXV, spår 01, 04 och 05
- Abidaz feat. Rozh - AUTO